# Musikjahr 1566
Liste der Musikjahre

◄◄ | ◄ | 1562 | 1563 | 1564 | 1565 | Musikjahr 1566 | 1567 | 1568 | 1569 | 1570 | ► | ►►

Weitere Ereignisse
Dieser Artikel behandelt das Musikjahr 1566.

## Ereignisse

### Heiliges Römisches Reich

#### Hofkapelle von Kaiser Maximilian II.
- Carl Luython wird 1566 als Chorknabe für die Hofkapelle von Kaiser Maximilian II. angeworben. Dort bekommt er neben seinem Dienst weiteren Unterricht durch die hier amtierenden Kapellmeister Jacobus Vaet und Philippe de Monte. Die Unterweisung im Orgelspiel könnte von dem dortigen Hoforganisten Walter Formellis († 1582) und dessen beiden Assistenten ausgegangen sein.
- Jakob Regnart ist seit dem Jahr 1557 Mitglied der Sängerkapelle am Habsburgischen Hof des Erzherzogs und späteren Kaisers Maximilians II. Zunächst ist er in Prag tätig und nach der Kaiserkrönung Maximilians 1564 in Wien, wohin der gesamte Hof verlegt wird. Er befindet sich auch unter den Musikern, die der Kaiser im Jahr 1566 zum Reichstag nach Augsburg mit sich führt. Im Dienst der Habsburger steht Regnart für sein ganzes Leben.
- Lambert de Sayve, der vermutlich seine erste Ausbildung als Sängerknabe an der St.-Lambertus-Kathedrale in Lüttich erhalten hat, ist schon in jungen Jahren, nach Aussage einiger Quellen seit 1562, in den Dienst der kaiserlichen Hofkapelle in Wien eingetreten. In den Mitgliederlisten der Hofkapelle erscheint sein Name aber erst im Jahr 1568, als Philippe de Monte die Leitung der Kapelle übernimmt.
- Jacobus Vaet ist seit dem 1. Januar 1554 Kapellmeister der Hofkapelle von Erzherzog Maximilian in Wien. Im März 1566 wird Kurfürst August von Sachsen vom Kaiser mit der Position eines Erzmarschalls belehnt; zu diesem Anlass kommt es in Augsburg zu einem Treffen von drei hochrangigen Hofkapellen: der Münchner Hofkapelle unter Leitung von Orlando di Lasso, der kursächsischen Hofkapelle aus Dresden unter Antonio Scandellos Leitung und der Wiener Hofkapelle unter Leitung von Jacobus Vaet.

#### Bayerischer Reichskreis

##### Herzogtum Bayern
- Franciscus Florius hat seit Herbst 1556 in München an der Hofkapelle von Herzog Albrecht V. eine Anstellung als Hofbassist. Neben seiner Tätigkeit als Sänger ist Florius, zusammen mit dem Hofkopisten Johannes Pollet, auch als Notenkopist eingesetzt.
- Johannes de Fossa ist seit dem letzten Vierteljahr 1559 Vizekapellmeister der Münchner Hofkapelle. In den vorhandenen Dokumenten wird Fossa allerdings weiterhin nur als Tenorist bezeichnet.
- Antonius Gosswin, der wahrscheinlich als Chorknabe in die Hofkapelle von Herzog Albrecht V. eingetreten ist, arbeitet als Alt-Sänger in der Hofkapelle. Ende 1566 oder Anfang 1567 heiratet er Maria Praum.
- Orlando di Lasso ist seit 1563 Kapellmeister der Münchner Hofkapelle.
- Francesco Londariti, der an der Kathedrale in Padua tätig war und 1561 – möglicherweise wegen Sympathien für die Reformation – das Veneto verlassen musste, arbeitet von 1562 bis 1566 als hoch geschätzter Musiker im Chor am herzoglichen Hof Albrechts V. in München unter Orlando di Lasso.
- Ivo de Vento, der zunächst bis September 1559 als Sängerknabe unter dem Hofkapellmeister Ludwig Daser am herzoglich-bayerischen Hof von Albrecht V. in München gewirkt hatte und – nach Eintritt seines Stimmbruchs – ein Stipendium für ein Studium in Italien erhalten hat, wirkt seit 1563 als Organist am Münchner Hof.

#### Burgundischer Reichskreis

##### Markgrafschaft Antwerpen
- Séverin Cornet, der von 1555 bis 1564 in Antwerpen gelebt hat, ist 1564 nach Mechelen gewechselt, wo er seitdem an der St.-Rombouts-Kathedrale die Aufgabe „pro magistro cantus et choralium“ hat. Somit ist er für die Chorleitung und für die Musikerziehung der Chorknaben zuständig.
- Noé Faignient hat 1561 das Bürgerrecht in Antwerpen erhalten und wirkt hier als Musiklehrer. Im Jahr 1566 erscheint in Antwerpen die Gedichtsammlung „Suite du Labeur en liesse“, die ein Sonett mit ermahnendem Inhalt des Dichters Guillaume de Poetou (um 1528–1567/68) enthält, das direkt an Noé Faignient gerichtet ist.
- Rinaldo del Mel lebt in Mechelen und ist seit dem 3. März 1562 Mitglied der Singschule der Kathedrale Saint-Rombaud. Ab dem Jahr 1564 erhält er hier Unterricht vom Chorregenten Séverin Cornet.
- Gérard de Turnhout, der seit dem 3. April 1559 Kapellmeister an der Kathedrale Saint-Gommaire in Lierre war, ist 1562 an die Liebfrauenkirche Antwerpen zurückgekehrt und hat seit 1563 die Position eines Musikmeisters (maître de musique) in der Nachfolge von Antoine Barbé. In den religiösen Unruhen des Jahres 1566 zerstören Bilderstürmer die Musiksammlung und die Orgeln der Kathedrale. Gérard de Turnhout beteiligt sich an der Beseitigung der Schäden und deren Wiedergutmachung.

##### Grafschaft Flandern
- Jacobus de Kerle, der seit Anfang des Jahres 1562 Kapellmeister der Privatkapelle von Kardinal Otto Truchseß von Waldburg, dem Bischof von Augsburg, war, ist seit Ende 1565 als Kapellmeister in seiner Heimatstadt Ypern tätig. Grund hierfür ist das Kardinal Otto wegen finanzieller Schwierigkeiten gezwungen war im Mai 1565 seine Privatkapelle aufzulösen. In Ypern kommt es zu innerkirchlichen Unstimmigkeiten.
- Andreas Pevernage, der seit 17. Oktober 1563 Kapellmeister an der Kirche Notre-Dame in Courtrai ist und 1564 zusätzlich eine Pfründe an Sankt Willibrordus in Hulst erhalten hat, übt die Kapellmeisterstelle bis 1577 aus.

##### Grafschaft Holland
- Cornelis Boskoop ist seit dem 1. Mai 1554 und bis März 1573 Organist an der Oude Kerk in Delft.
- Johannes Flamingus ist von 1565 bis 1567 in Leiden als zangmeester tätig.

#### Fränkischer Reichskreis

##### Reichsstadt Nürnberg
- Georg Forster lebt seit 1548 in Nürnberg, wo er zum Leibarzt von Abt Friedrich zu Hailsbronn ernannt wurde. In Nürnberg bleibt er 20 Jahre bis zu seinem Tod.

#### Kurrheinischer Reichskreis

##### Kurpfalz
- Mathias Gastritz, der am 22. Dezember 1561 zum Organisten der Stadt Amberg bestellt wurde, wirkt fast 30 Jahre lang in den Diensten der Stadt.
- Sebastian Ochsenkun ist seit 1544 Lautenmeister am kurpfälzischen Hof in Heidelberg.
- Stephan Zirler ist kurfürstlicher Hofbeamter am Hof von Kurfürst Friedrich III., seit 1564 Kammersekretär.

#### Niederrheinisch-Westfälischer Reichskreis

##### Erzstift Cambrai
- Laurent de Vos, der seine musikalische Ausbildung vermutlich als Chorknabe an der Kathedrale seiner Vaterstadt Antwerpen erhalten hatte, wird 1566 Musikdirektor und verantwortlicher Leiter der Chorknaben an der Kathedrale, des damals noch spanisch-flämischen Cambrai.

##### Hochstift Lüttich
- Jan Belle ist in den Jahren 1563 bis 1566 möglicherweise als Succentor an der Liebfrauenkirche in St. Truiden tätig.
- Ludovicus Episcopius wirkt seit 19. Oktober 1545 als zangmeester an der Kollegiatkirche St. Servatius in Maastricht. Er bekommt mehrere Benefizien und wird Mitglied der Bruderschaft der Kapläne als einer der scriptores chori. Diese Stellung gibt er im Jahr 1566 unter anderem wegen der dortigen religiösen Unruhen auf.
- Johannes Mangon, der seine erste musikalische Ausbildung als duodenus an der Singschule (schola cantorum) der Gemeinde Saint Martin-en-Mont in Lüttich erhielt, wirkt von 1562 bis 1570 an der dortigen Kirche als Succentor.

##### Hochstift Utrecht
- Jean De Latre, der seit Ende 1564 für die Kapelle an St. Martin in Lüttich tätig war und am 7. Oktober 1565 vom Dekan des Stifts wegen seiner häufigen finanziellen Probleme entlassen wurde, lebt seit Dezember 1565 in Utrecht und ist dort zunächst Gast des Kapitels der Johanniskirche (Janskerk). Dann bekommt er eine Doppelanstellung als schoolmester und sangmester an der Pfarrkirche St. Marie (Buurkerk) in der Nähe des Rathauses.

##### Vereinigte Herzogtümer Jülich-Kleve-Berg
- Martin Peudargent ist Hofkomponist in den Diensten von Wilhelm V. von Jülich-Kleve-Berg.

#### Niedersächsischer Reichskreis

##### Fürstentum Braunschweig-Wolfenbüttel
- Johann Zanger der Ältere, der seit 1548 in Braunschweig als Rektor am Katharineum tätig war, ist seit 1553 Pfarrer an der Petrikirche.

##### Hamburg
- Jacob Praetorius der Ältere, der wahrscheinlich in seiner Heimatstadt Magdeburg Unterricht von Martin Agricola erhielt, ist von 1555 bis zu seinem Tod als Organist und Kirchenkomponist an zwei Kirchen in Hamburg nachweisbar. 1566 veröffentlicht er die Musiksammlung Opus musicum excellens et novum, die über 200 Werke von deutschen und niederländischen Komponisten enthält. Nur eines dieser Werke – ein Te deum laudamus a 4 – ist mit Sicherheit von Jacob Praetorius selbst komponiert; lediglich der erste Teil ist überliefert.

#### Obersächsischer Reichskreis

##### Kurfürstentum Sachsen
- Joachim a Burck, der seit 1563 Kantor an der Lateinschule in Mühlhausen war, wird 1566 Organist an der Kirche Divi Blasii in Mühlhausen. In der freien Reichsstadt begründet er die bedeutende Musikkultur, die später mit den Namen Johann Rudolph Ahle, Johann Eccard, Johann Georg Ahle und Johann Sebastian Bach verknüpft sein wird. Daneben ist er als Geschichtsschreiber und öffentlicher Notar tätig.
- Wolfgang Figulus, der von 1549 bis 1551 als Thomaskantor der Thomasschule in Leipzig gewirkt hat, ist von 1551 bis zu seiner Pensionierung 1588 Kantor und Lehrer an der Fürstenschule in Meißen. Er unterrichtet die Fächer Musik, Latein und Religion und sorgt für die musikalische Gestaltung der Gottesdienste in der Afrakirche.
- Mattheus Le Maistre, der seit 1554 sächsischer Hofkapellmeister als Nachfolger von Johann Walter war und 1565 aus Gesundheitsgründen um seine Entlassung gebeten hat, lebt vermutlich in Dresden. Er erhält zunächst nur eine jährliche Pension. Le Maistre bleibt mit dem Hof in Dresden Zeit seines Lebens verbunden und führt den Titel des Hofkapellmeisters bis zu seinem Tod im Frühjahr 1577. 1566 veröffentlicht er in Wittenberg seine Geistliche und weltliche Teutsche Geseng zu vier und fünf Stimmen.
- Antonio Scandello, der 1549 mit fünf weiteren „welschen Musikern“ von Kurfürst Moritz von Sachsen bei einer Italienreise eingestellt wurde, ist Mitglied der Dresdner Hofkapelle. Ab 1566 ist er Vizekapellmeister und als „zugeordneter Moderator“ dem altersschwachen Mattheus Le Maistre unterstellt.
- Leonhart Schröter, der von 1545 bis 1547 die Fürstenschule in Meißen besucht hat, wirkt danach von 1561 bis 1576 als Stadtkantor in Saalfeld.
- Nikolaus Selnecker, der im August 1564 die Jagdleidenschaft des Kurfürsten Moritz von Sachsen gerügt hatte und nur durch eine Aufgabe seines Amts einen ehrenvollen Abschied erreichen konnte, ist seit März 1565 für zwei Jahre als Theologieprofessor in Jena tätig.
- Johann Walter, der seit 1548 Kapellmeister der Hofkantorei von Kurfürst Moritz war, lebt nach seiner Pensionierung 1554 in Torgau. Walters letzte Lebensjahre sind geprägt von Kompositionen und Dichtungen, die er seinen ehemaligen Landesherren widmet.

#### Österreichischer Reichskreis

##### Erzherzogtum Österreich
- Johannes de Cleve, der wahrscheinlich seit dem Jahr 1553 Sänger (Tenorist) in der Hofkapelle des österreichischen Regenten Erzherzog Ferdinand (1503–1564) und späteren Kaisers Ferdinand I. in Wien war, ist seit 1564 Hofkapellmeister in der neuen von Ferdinands Sohn, Erzherzog Karl II. (1540–1590), gegründeten Hofkapelle in Graz. Dieses Amt versieht der Komponist sechs Jahre lang.
- Jacobus Gallus wirkt vermutlich etwa in der Zeit von 1564 bis 1566 in Österreich. Hier ist er zuerst im Stift Melk, dessen Klosterschule er auch besucht, als Chorknabe tätig. Seine Mitwirkung in der kaiserlichen Hofmusikkapelle in Wien lässt sich nicht belegen.
- Rogier Michael, der vermutlich eine Kapellknaben-Zeit in Wien durchlebt hat, ist seit 1564 als Sängerknabe an der Hofkapelle von Erzherzog Karl II. in Graz tätig.
- Melchior Schramm, der als Kind in Prag gelebt hat, ist seit 1563 Singknabe in der Hofkapelle von Erzherzog Ferdinand von Tirol. Mit dessen Hof kommt er nach Innsbruck, wo er in Ferdinands neugegründeter Knabensingschule ausgebildet wird.
- Alexander Utendal ist seit 1564 Alt-Sänger in der neu gegründeten Prager Kapelle von Erzherzog Ferdinand. Herzog Ferdinand verlegt die Kapelle 1566/67 nach Innsbruck und Utendal folgt dorthin.
- Die Wanderjahre als Kürschner-Geselle haben Lorenz Wessel 1565 nach Eisenerz in der Steiermark geführt. 1566 schreibt er ein Lied auf militärische Erfolge gegen die Türken und den Tod des Grafen Nikola Šubić Zrinski (Nikolaus Schubitsch von Serin) († 1566) in Ungarn, das gedruckt wird. Von der Schrift erscheinen in kurzer Zeit mehrere unautorisierte Raubdrucke. Wessel wendet sich deshalb an Kaiser Maximilian II. mit der Bitte um die Erteilung eines Druckprivilegs.

#### Schwäbischer Reichskreis

##### Herzogtum Württemberg
- Balduin Hoyoul, der im Jahr 1561 im Alter von etwa 13 Jahren als Diskant-Sänger in den Chor der Stuttgarter Hofkapelle unter Ludwig Dasers Leitung eingetreten war und 1564/65 für zwei Jahre als Schüler zu Orlando di Lasso nach München geschickt wurde, wirkt nach seiner Rückkehr wieder als Altist und Komponist.
- Nikolaus Sales (* vor 1550 in Namur; † 5. April 1606 in Stuttgart), der Bruder von Franz Sales, ist ab Ende 1565 als Sänger am Hof in Stuttgart tätig.

#### Nicht eingekreiste zum Heiligen Römischen Reich zugehörige Territorien und Stände

##### Königreich Böhmen
- Christian Hollander, der bis zum Tod von Kaiser Ferdinand 1564 Mitglied der Hofkapelle von Kaiser Maximilian II. in Wien war, ist seit 1565 Mitglied der Kapelle von Erzherzog Ferdinand in Prag, wo er schon eine besondere Reputation als „ain beruembter Musicus und Componist“ genießt.
- Jan Trojan Turnovský studiert seit 1564 an der Karls-Universität Prag.

##### Alte Eidgenossenschaft
- Guillaume Franc lebt in Lausanne und ist seit 1545 Kantor an der Kathedrale von Lausanne und Lehrer an der Lausanner Akademie.
- Homer Herpol ist seit 1550 in Freiburg (Schweiz) als Kantor an der Kirche St. Nikolaus angestellt. Neben seiner Kantorentätigkeit wirkt Herpol auch am Dekanatsgericht, später auch am neu geschaffenen Chorgericht.

##### Herzogtum Mailand
- Vincenzo Ruffo, der seit 1551 in Verona als Maestro di musica an der Accademia Filarmonica gewirkt hat, ab 1554 auch als Domkapellmeister, versieht ab 1563 die gleiche Stelle in Mailand und danach noch in Pistoia und Sacile.
- Matthias Hermann Werrecore, der von August bis Dezember 1559 beim Domchor in Mailand als Tenorsänger tätig war, lebt vermutlich in Mailand. Nach Dokumenten von 1532 und 1561 besitzt Werrecore Eigentum vor Ort und hat aus zwei Ehen mindestens drei Kinder.

##### Herzogtum Mantua
- Girolamo Cavazzoni ist Organist in der Hofkirche Santa Barbara des Palazzo Ducale in Mantua, wo er bis 1577 wirkt.
- Giaches de Wert, der von 1563 bis 1565 den Dienst eines Kapellmeisters für die kaiserlichen Gouverneure in Mailand versehen hat, wirkt spätestens ab September 1565 als Kapellmeister an der neu gebauten Basilika Santa Barbara in Mantua, der Hofkirche der Gonzaga-Herzöge, nachdem er dorthin für das erste Barbara-Fest am 4. Dezember 1564 eine neue von ihm komponierte Messe geschickt hatte. In dieser Stellung bleibt er bis zu seinem Tod. Er ist auch als prefectus musicorum für die weltliche Musik am Hof von Herzog Guglielmo Gonzaga in Mantua zuständig. Er bezieht ein außerordentlich hohes Jahresgehalt, zu welchem weitere Gratifikationen hinzu kommen. Giaches bekommt von verschiedenen europäischen Höfen das Angebot, die Leitung der Hofkapelle zu übernehmen, so von Kaiser Maximilian II. im Frühjahr 1566 die Hofkapelle in Prag, nachdem ihn der Komponist auf den Reichstag in Augsburg mit einem musiktheoretischen Vortrag und virtuosen Gesangsimprovisationen außerordentlich beeindruckt hat. Auch versucht Ottavio Farnese, Giaches de Wert als Nachfolger für den 1565 verstorbenen Cipriano de Rore nach Parma zu holen. Der Komponist ist in seinen ersten Jahren in Mantua Feindseligkeiten und Intrigen ausgesetzt, die von seinem Konkurrenten Agostino Bonvicino († 1576) ausgehen und in die auch Giaches’ Frau Lucrezia verwickelt ist.

#### Herzogtum Modena und Reggio
- Luzzasco Luzzaschi, der in seiner Jugend Schüler des flämischen Komponisten Cipriano de Rore war, ist seit Mai 1561 Organist am Hof des Herzogs Alfonso II. d’Este, seit 1564 ist er herzoglicher Hoforganist.

##### Herzogtum Toskana
- Paolo Aretino, der bis 1547 als Kantor am Dom von Arezzo gewirkt hat, ist danach bis zu seinem Tode im Jahr 1584 an Santa Maria della Pieve, ebenfalls in Arezzo, tätig.
- Giulio Caccini, der wahrscheinlich Mitglied im Knabenchor der Cappella Giulia des Petersdoms und von Oktober 1564 bis November 1565 Gesangsschüler von Giovanni Animuccia war, wirkt ab dem 29. April 1566 am Hof des Großherzogs Ferdinando I. de’ Medici in Florenz.
- Francesco Corteccia steht seit dem Jahr 1539 im Dienst der Familie de’ Medici und bekleidet die Stelle des Kapellmeisters am Hofe des Herzogs Cosimo I. Zu seinen zahlreichen Schülern gehören Cristofano Malvezzi und Luca Bati (1546–1608).
- Nicolao Dorati wirkt seit 1543 in der Stadtkapelle von Lucca, zunächst als Posaunist und seit 1557 für über 20 Jahre als Kapellmeister.
- Vincenzo Galilei lebt seit 1560 in Pisa und ist seit 1562 mit Giulia Ammannati (gestorben 1620) aus einer angesehenen Familie von Tuchhändlern verheiratet.
- Cristofano Malvezzi, Sohn des Organisten und Orgelbauers Niccoló Malvezzi, ist seit 1562 Canonico soprannumerario und wird ab 1572 regulärer Kanoniker an San Lorenzo in Florenz.
- Giovanni Piero Manenti ist seit März 1557 Organist an S. Giovanni in Florenz.
- Alessandro Striggio der Ältere, der aus einem Aristokratengeschlecht entstammt, hält sich vermutlich in Florenz auf, wo er um 1560 die ersten Kontakte zu den Medici geknüpft hat. Während der 1560er Jahre komponiert er zahlreiche Intermedi für Hochzeiten, Besuche und andere festliche Anlässe der Medici.

### Königreich England und Irland

#### Chapel Royal von Elisabeth I.
- William Daman, der 1562 – möglicherweise auf eine Einladung des Ersten Earl of Dorset, Thomas Sackville – nach London gezogen war, ist in die Dienste der Königin Elisabeth I. getreten und verbringt den Rest seines Lebens in England.
- Richard Edwards, der seit 1561 die Leitung des Kinderchores an der Chapel Royal hatte, stirbt am 31. Oktober 1566.
- Alfonso Ferrabosco der Ältere, der vermutlich 1562 mit seinem Onkel das erste Mal nach England gekommen ist, hat eine Anstellung bei Königin Elisabeth I.
- William Mundy, der 1543 Mitglied im Chor von Westminster Abbey wurde und später für verschiedene Kirchengemeinden arbeitete, ist seit 1564 Mitglied der Chapel Royal, an der er bis zu seinem Tode verbleibt.
- Robert Parsons, der erstmals 1560/1561 in einem Rechnungsbuch der Londoner Chapel Royal auftaucht, ist seit 17. Oktober 1563 Gentleman of the Chapel Royal – etwa gleichzeitig mit William Mundy, weswegen man vermutet, dass Parsons in etwa gleichaltrig wie Mundy gewesen sein könnte.
- Thomas Tallis, der 1543 zum „Gentleman of the Chapel Royal“ in London ernannt wurde, bekleidet dieses Amt in den folgenden 40 Jahren.

### Königreich Frankreich

#### Chapelle Royale von Karl IX.
- Jakob Arcadelt ist ab 1554 als Sänger am Hof des späteren französischen Königs Karl IX. in Paris belegt, wo er bis zu seinem Tod bleibt. Zur gleichen Zeit steht er im Dienst des humanistisch orientierten Kardinals von Lothringen, Charles de Guise (1524–1574), der ebenfalls in Paris residiert. Der Komponist bekommt in seiner Pariser Zeit Pfründen an Notre-Dame und St. Germain l’Auxerrois sowie an der Kathedrale von Reims. Nachdem er in früheren Zeiten, zwischen 1537 und 1551, eher gelegentlich Chansons geschrieben hat, wobei insgesamt 21 bei den Verlegern Pierre Attaingnant, Jacques Moderne und Nicolas du Chemin erschienen sind, nimmt die Zahl der Kompositionen dieser Gattung ab 1552 sprunghaft zu, und es erscheinen etwa 100 solche Stücke bis 1569 in den Anthologien des königlich privilegierten Verlegers Le Roy & Ballard.
- Guillaume Costeley ist nach seiner Ausbildung von 1560 (?) bis 1570 Hoforganist am Hof von Karl IX.

#### Metz
- Claude Goudimel, der wahrscheinlich seit 1549 und bis 1557 an der Universität Paris studiert hatte und seit 1553 Teilhaber des Verlagshauses von Nicolas Du Chemin (1520–1576) ist, lebt ab 1557 bis etwa 1567 in Metz. Goudimel hat die Melodien des Genfer Psalters drei Mal mehrstimmig vertont. Die zuerst begonnene Vertonung (1551 bis 1566) besteht aus acht Büchern mit 67 groß angelegten drei- bis sechsstimmigen Motetten, welche die Texte in ganzer Länge bringen; die vorgegebenen Melodien sind infolge der freien Verarbeitung fragmentarisch auf die einzelnen Stimmen verteilt. Ergänzt werden die Psalm-Motetten durch das Zehn-Gebote-Lied und den Lobgesang des Simeon, die zum Genfer Psalter dazugehören.

#### Paris
- Pierre Certon, der seit 1529 in Paris an Notre-Dame und hier seit 1542 als Leiter des Knabenchores gearbeitet hat, lebt seit 1560 in seiner Heimatstadt Melun.
- Adrian Le Roy lebt in Paris und ist musikalischer Leiter des von ihm mit seinem Vetter Robert Ballard 1551 gegründeten Musikverlags Le Roy & Ballard.

### Italienische Staaten

#### Kirchenstaat
- Giovanni Animuccia ist seit 1555 als Nachfolger von Giovanni Pierluigi da Palestrina Kapellmeister der Cappella Giulia an St. Peter im Vatikan.
- Filippo Azzaiolo ist in seiner Geburtsstadt Bologna ab etwa 1557 als Sänger aktiv und verbringt dort sein gesamtes Leben.
- Ghiselin Danckerts ist seit 1538 Sänger der päpstlichen Kapelle in Rom. Er übt dieses Amt bis 1565 aus. Bis 1567 wird er dann noch als „zweitklassiger Sänger“ in den Verzeichnissen der Kapelle erwähnt.
- Ghinolfo Dattari erhält ab Februar 1555 in Bologna eine Anstellung als Sänger in der Kapelle von San Petronio, der er 62 Jahre lang, bis zu seinem Tode angehört.
- Domenico Ferrabosco, der seit 1551 Sänger der päpstlichen Kapelle in Rom war, ist seit 1555 Kapellmeister in seiner Heimatstadt Bologna.
- Philippe de Monte reist – als Johanna von Österreich, Schwester von Kaiser Maximilian II., 1565/66 Francesco de’ Medici heiratet – im Gefolge von Kardinal Flavio Orsini, dem er viele Motettenbücher gewidmet hat, zur Hochzeitsfeier.
- Giovanni Maria Nanino, der seit März 1562 als “cantore” für Kardinal Ippolito II. d’Este tätig war, ist von September 1566 bis Oktober 1568 in der Cappella Giulia tätig.
- Giovanni Pierluigi da Palestrina, der seit 1. März 1561 und für ungefähr vier Jahre in Rom Leiter der Cappella Liberiana an Santa Maria Maggiore war, ist seit 1565 musikalischer Leiter und Lehrer des Seminario Romano, einer Ausbildungsstätte des Priesternachwuchses.
- François Roussel, der in den 1550er Jahren möglicherweise in Lyon gewirkt hatte, ist von 1564 an wieder in Rom nachweisbar, zunächst bis 1566 als maestro di cappella an San Lorenzo in Damaso, danach in gleicher Position von 1566 bis 1571 an San Luigi dei Francesi.
- Tomás Luis de Victoria ist seit etwa 1565 als Stipendiat von König Philipp II. in Rom, wo er das Collegium Germanicum absolviert, das Priesterseminar der Jesuiten.

#### Königreich Neapel
- Giovanni Domenico da Nola wirkt seit Februar 1563 bis zu seinem Tod als Maestro di cappella an der Basilika Santissima Annunziata Maggiore in Neapel. In dieser Funktion lehrt er auch die Mädchen des Waisenhauses der Annunziata und die Diakone des Priesterseminars Gesang.
- Diego Ortiz, der seit 1553 am vizeköniglichen Hof in Neapel als Kapellmeister (Maestro de Capilla) gewirkt hat und in dieser Position bis 1565 nachweisbar ist, lebt wahrscheinlich in Neapel.
- Antonio Valente wirkt von 1565 bis 1580 als Organist an Sant’Angelo a Nilo in Neapel.

#### Republik Venedig
- Giovanni Croce wirkt ab 1565 als Chorknabe und Sänger am Markusdom in Venedig.
- Baldissera Donato ist seit 1550 als Sänger – zunächst an San Marco in Venedig – aktiv und wirkt auch in der Ausbildung der Sänger.
- Andrea Gabrieli: Gabrieli tritt vermutlich am Jahresanfang 1566 seine Stelle als Organist an San Marco an, einer herausragenden Position in der Musikwelt Italiens, wo er bis zu seinem Lebensende bleiben wird. 1566 veröffentlicht er in Venedig seine Madrigalsammlung Il Primo Libro di Madrigali a cinque voci.
- Antonio Gardano, der seit 1532 in Venedig lebt und hier einen Musikverlag und eine Druckerei gegründet hat, gibt zwischen 1538 und 1569 rund 450 Publikationen, vor allem Madrigale und geistliche Musik heraus. Von den noch 388 erhaltenen Drucken sind nur zwei nicht musikalischen Inhalts.
- Giorgio Mainerio, der sich in den Jahren ab 1560 um eine Stelle als Kaplan und altarista an der Kirche Santa Maria Annunziata in Udine beworben hat, verbringt in Udine die Jahre 1560 bis 1570. Dank seines erworbenen musikalischen Fachwissens und des Unterrichts, den er bei zwei örtlichen Musikautoritäten, den Kapellmeistern Gabriele Martinengo und Ippolito Chiamaterò genießt, beginnt er seine erfolgreiche musikalische Laufbahn.
- Luca Marenzio ist wahrscheinlich Chorknabe am Dom zu Brescia, dessen Kapelle 1565 bis 1567 von Giovanni Contino (um 1513–1574) geleitet wird. Dieser ist vielleicht auch sein Lehrer.
- Florentio Maschera, der seine erste Anstellung als Organist im Kloster „Santo Spirito in Isola“ vor Venedig erhielt, ist seit 22. August 1557 Organist an der Kathedrale von Brescia.
- Claudio Merulo, der seit 1556 als Organist in Brescia gearbeitet und sich 1557 um den Posten eines zweiten Organisten am Markusdom in Venedig beworben hatte, erhält diese Position und übt sie bis 1566 aus. Im Jahr 1566 steigt er als Nachfolger von Annibale Padovano zum ersten Organisten auf, Andrea Gabrieli wird nun zweiter. Neben dieser offiziellen Tätigkeit tritt er regelmäßig in den Palazzi venezianischer Adliger auf, z. B. in der Ca' Zantani, die auch von Parabosco, Padovano und anderen Virtuosen frequentiert wird. Hierbei dürfte er nicht nur auf Orgelpositiven gespielt haben, sondern auch auf Kielinstrumenten wie Cembalo oder Virginal, zumal Venedig eines der Zentren des damaligen Instrumentenbaus war, mit berühmten Cembalobauern wie Domenicus Venetus (auch Pisaurensis), Celestini oder Trasuntino. Merulo tritt außerdem als Komponist von Vokalwerken in Erscheinung, vor allem von Madrigalen, sowie von Motetten und Messen. 1566 veröffentlicht er den ersten Band seiner Madrigali a 5. 1565/66 komponiert er außerdem Musik zu den Bühnenwerken Marianna und Le Troiane von Lodovico Dolce.
- Gioseffo Zarlino, der bei Adrian Willaert in Venedig studiert hat, ist seit 1565 – in der Nachfolge von Cypriano de Rore – Kapellmeister am Markusdom in Venedig. Er hat diese Stelle bis zu seinem Ableben 1590 inne.

### Königreich Polen und Großfürstentum Litauen

#### Hofkapelle von Sigismund II. August
- Valentin Bakfark ist von 1549 bis 1566 Lautenist am Hof des polnischen Königs und Großfürsten von Litauen Sigismund II. August in Vilnius.
- Cyprian Bazylik, der seit 1556 in den Diensten des Fürsten Mikołaj Radziwiłł der Schwarze in Vilnius stand, ist seit dessen Tod 1565 Mitglied der Hofkapelle des polnischen Königs Sigismund II. August.
- Krzysztof Borek, der zunächst Chorknabe und später Mitglied der Krakauer Hofkapelle war, ist von 1556 bis 1572 deren Kapellmeister.
- Krzysztof Klabon ist ab 1565 Lautenist am Hof Sigismund II. Augusts in Krakau.

#### Sandomierz
- Mikołaj Gomółka, der als königlicher Fistulator (hervorragende Instrumentalist des Königs) Mitglied der Hofkapelle von König Sigismund II. August von Polen war, hat 1563 den Hof verlassen und ist die folgenden 15 Jahre in seiner Geburtsstadt Sandomierz in einigen außermusikalischen Bereichen tätig.

### Königreich Schweden
- Tielman Susato, der 1565 an den diplomatischen Aktivitäten seines Schwiegersohns Arnold Rosenberger teilgenommen hat, wirkt bis 1570 als deutscher Schreiber in Stockholm.

### Königreich Spanien

#### Hofkapelle von Philipp II.
- Jean de Bonmarché, der seit 1560/61 maître des enfants (Leiter der Chorknaben) an der Kathedrale Notre-Dame von Cambrai war, ist seit 8. Juni 1565 Leiter der Hofkapelle des spanischen Königs Philipp II. in Madrid.
- Antonio de Cabezón, der Hoforganist Philipps II. war, stirbt am 26. Mai 1566.
- Miguel de Fuenllana wirkt ab dem Jahr 1560 am Hof von Elisabeth von Valois, der dritten Frau von König Philipp II., in der Stellung eines Kammermusikers mit einem Jahresgehalt von 50.000 Maravedís und bleibt hier bis Juni 1569.
- George de La Hèle, der vermutlich seine musikalische Ausbildung an der Kirche zu Unsrer Lieben Frau in seiner Heimatstadt Antwerpen bei Antoine Barbé erhalten hat, gehört zu einer Gruppe von Chorknaben, die im Jahr 1560 nach Spanien gegangen sind, um an der Hofkapelle von König Philipp II. in Madrid unter der Leitung von Pierre de Manchicourt am Musikleben des Hofs und an der Gestaltung der Gottesdienste mitzuwirken. Nach eigener Aussage übt er diesen Dienst zehn Jahre lang aus und ist während der letzten Jahre zu Studien an der Universität von Alcalá eingeschrieben.

#### La Seu d’Urgell
- Joan Brudieu ist seit 1548 Kapellmeister auf Lebenszeit der Kathedrale von La Seu d’Urgell. Diese Position behält er – mit Unterbrechungen – bis kurz vor seinem Tode 1591.

#### Sevilla
- Francisco Guerrero ist seit 1551 Assistent von Kapellmeister Fernández de Castileja und Chorregent an der Kathedrale von Sevilla.
- Alonso Mudarra ist seit dem 18. Oktober 1546 Kanoniker an der Kathedrale von Sevilla. In dieser Stadt hat er einen bedeutenden Einfluss auf das Musikleben und bleibt dort noch 34 Jahre bis an sein Lebensende. Zu seinen Aufgaben an der Kathedrale gehört die Leitung aller musikalischen Aktivitäten. Hierzu gehören die Beauftragung von Instrumentalisten, der Kauf und die Leitung des Aufbaus einer neuen Orgel und die enge Zusammenarbeit mit Komponisten für die vielfältigen festlichen Anlässe.

## Instrumentalmusik

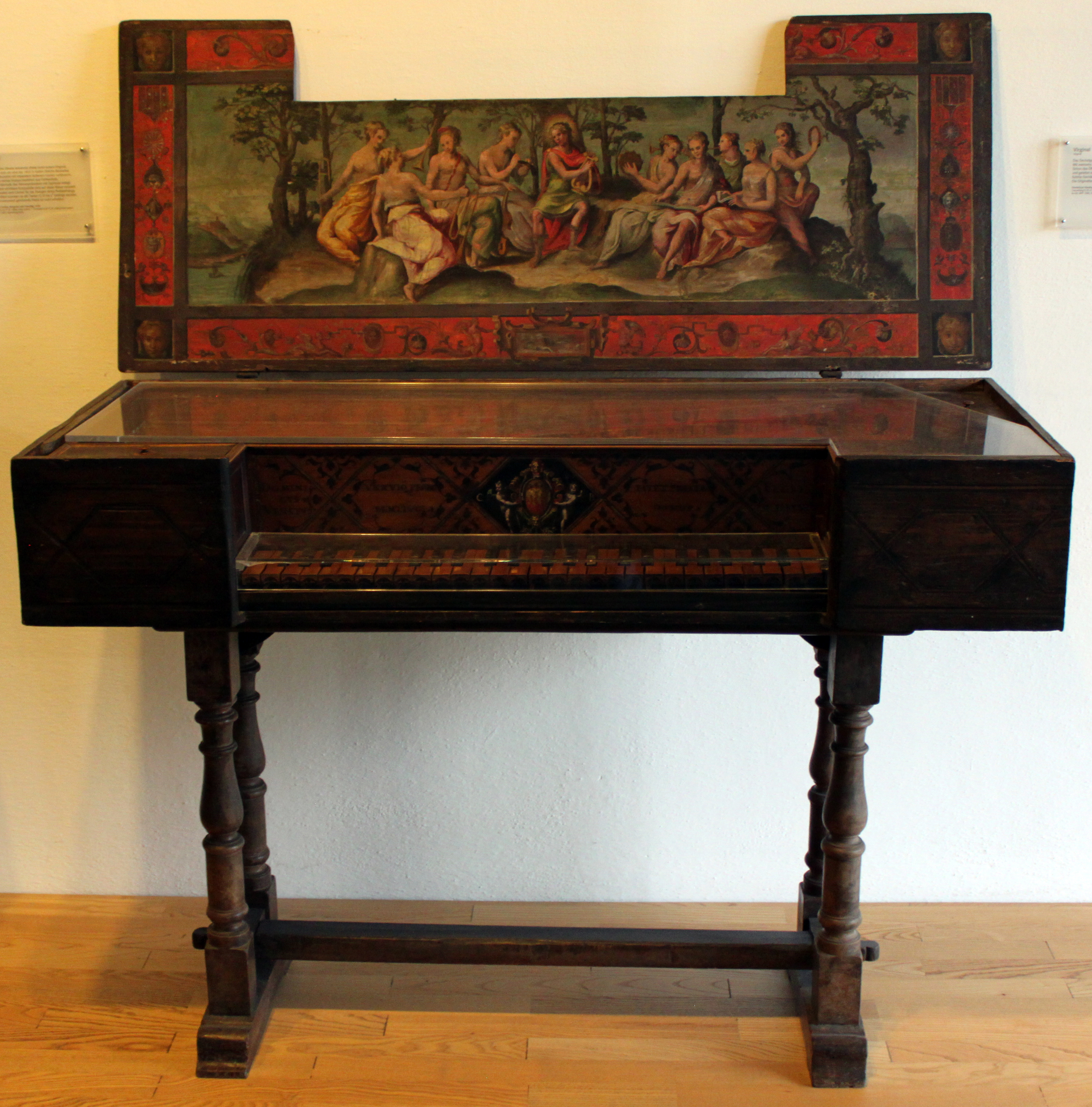
Virginal aus Venedig (1566), heute im Besitz des Germanischen Nationalmuseums Nürnberg

### Für Laute
- Anonymus – What if a day or a moneth or a year: Noten und Audiodateien im International Music Score Library Project
- Melchior Neusidler – Il primo libro intabolatura di liuto, 2 Bände, Venedig: Antonio Gardano: Noten und Audiodateien im International Music Score Library Project

## Vokalmusik

### Geistlich und weltlich
- Mattheus Le Maistre – Geistliche und weltliche Teutsche Geseng zu vier und fünf Stimmen, Wittenberg: Johann Schwertel; darin:
  - Christe qui lux es et dies zu vier Stimmen: Noten und Audiodateien im International Music Score Library Project
  - Nu bitten wir den heiligen Geist zu sechs Stimmen: Noten und Audiodateien im International Music Score Library Project
- Jacob Praetorius der Ältere – Musiksammlung Opus musicum excellens et novum (enthält über 200 Werke von deutschen und niederländischen Komponisten)

### Geistlich
- Simon Boyleau – Modulationes in Magnificat ad omnes tropos zu vier, fünf und sechs Stimmen, Mailand: Cesare Pozzo
- Joachim a Burck – Harmoniae sacrae zu fünf Stimmen, Nürnberg: Ulrich Neuber & Johann vom Berg, Erben
- Claude Goudimel
  - sechstes Buch mit Psalmen in Motettenform zu vier Stimmen, Paris: Le Roy & Ballard
  - achtes Buch mit Psalmen in Motettenform zu vier Stimmen, Paris: Le Roy & Ballard
- Francisco Guerrero
  - erstes Buch mit Messen zu vier und fünf Stimmen, Paris: Nicolas du Chemin
  - Messe Missa Dormendo un giorno zu sieben Stimmen: Noten und Audiodateien im International Music Score Library Project
- Orlando di Lasso
  - Sacrae cantiones, Liber 2, Venedig: Antonio Gardano; darin:
    - Concupiscendo concupiscit anima mea zu sechs Stimmen, LV 226: Noten und Audiodateien im International Music Score Library Project
    - Motette Deus noster refugium et virtus zu fünf Stimmen, LV 223: Noten und Audiodateien im International Music Score Library Project
    - Motette Timor et tremor zu sechs Stimmen, LV 194: Noten und Audiodateien im International Music Score Library Project

  - Sacrae cantiones, Liber 3, Venedig: Antonio Gardano; darin:
    - Motette Dominus scit cogitationes hominum zu fünf Stimmen, LV 58: Noten und Audiodateien im International Music Score Library Project

  - Sacrae cantiones, Liber 4, Venedig: Antonio Gardano; darin:
    - Deus misereatur nostri zu acht Stimmen, LV 266: Noten und Audiodateien im International Music Score Library Project
    - Motette Infelix ego omnium zu sechs Stimmen, LV 264: Noten und Audiodateien im International Music Score Library Project
    - Motette Levavi oculos meos zu acht Stimmen, LV 267: Noten und Audiodateien im International Music Score Library Project

  - Messe Missa ad imitationem moduli In te Domine speravi zu sechs Stimmen, LV 269; in: Liber missarum quatuor cum quinque et sex vocum: Noten und Audiodateien im International Music Score Library Project
  - Messe Missa De Feria in Quadragesima zu vier Stimmen, LV Anh.82: Noten und Audiodateien im International Music Score Library Project
  - Messe Missa De Feria in Septimana Sancta zu vier Stimmen, LV Anh.83: Noten und Audiodateien im International Music Score Library Project
  - Messe Missa super Tempus est ut revertar zu sechs Stimmen, LV Anh.106: Noten und Audiodateien im International Music Score Library Project
  - viertes Buch mit Motetten zu sechs und acht Stimmen, Venedig: Antonio Gardano
- Francisco Leontaritis – erstes Buch mit Motetten zu fünf Stimmen, Venedig: Antonio Gardano
- Jachet de Mantua – Himni vesperarum totius anni secundum Romanam curiam […] cum quatuor et quinque vocibus, Venedig: Girolamo Scotto
- Costanzo Porta
  - Musica in introitus missarum quae in diebus dominicis toto anno celebrantur zu fünf Stimmen, Venedig: Claudio da Correggio & Fausto Betanio
  - Musica in introitus missarum quae in solemnitatibus sanctorum omnium toto anno celebrantur zu fünf Stimmen, Venedig: Claudio da Correggio & Fausto Betanio
- Johann Walter – 21 Lateinische und Deutsche Gesänge, Wittenberg: Johann Schwertel: Noten und Audiodateien im International Music Score Library Project
- Gioseffo Zarlino – Modulationes Sex vocum, per Philippum Iusbertum musicum Venetum Collectae; darin:
  - Introitus Misereris omnium Domine zu sechs Stimmen: Noten und Audiodateien im International Music Score Library Project

### Weltlich
- Paolo Animuccia – Madrigal A la dolce ombra de le belle frondi zu fünf Stimmen; in: Il desiderio secondo libro de madrigali a 5 voci: Noten und Audiodateien im International Music Score Library Project
- Joachim a Burck – Lied zu Ehren der Hochzeit von Johann Gunther und Anna Antonia, Mühlhausen: Georg Hantzsch
- Pierre Clereau – erstes und zweites Buch der Odes de Ronsard zu drei Stimmen, Paris: Le Roy & Ballard (Vertonungen von Gedichten von Pierre de Ronsard)
- Giovanni Flori
  - Madrigal Amor compagno eterno zu fünf Stimmen; in: l desiderio secondo libro de madrigali: Noten und Audiodateien im International Music Score Library Project
  - Madrigal Che fatt’ occhi infelici or che mirate zu fünf Stimmen; in: Primo libro a 4 voci, Il desiderio: Noten und Audiodateien im International Music Score Library Project
- Andrea Gabrieli – Il Primo Libro di Madrigali a cinque voci, Venedig: Antonio Gardano; darin:
  - Madrigal Aminta mio gentil zu fünf Stimmen: Noten und Audiodateien im International Music Score Library Project
  - Madrigal Dapoi che su’l fiorire zu fünf Stimmen: Noten und Audiodateien im International Music Score Library Project
  - Madrigal Donna, per acquetar vostro desire zu fünf Stimmen: Noten und Audiodateien im International Music Score Library Project
  - Madrigal Due rose fresche, et colte in paradiso zu fünf Stimmen: Noten und Audiodateien im International Music Score Library Project
  - Madrigal Ecco l’aurora con l’aurata fronte zu fünf Stimmen: Noten und Audiodateien im International Music Score Library Project
  - Madrigal Quando penso zu fünf Stimmen: Noten und Audiodateien im International Music Score Library Project
  - Madrigal Vago uccelletto che cantando vai zu fünf Stimmen: Noten und Audiodateien im International Music Score Library Project
  - Madrigal La virtù, la bontà, l’ardente zelo zu fünf Stimmen: Noten und Audiodateien im International Music Score Library Project
- Stefano Landi – Canzona Io vivea com’ Aquila zu drei Stimmen; in: Canzon napolitane a tre voci: Noten und Audiodateien im International Music Score Library Project
- Orlando di Lasso
  - Nouvelles chansons zu vier Stimmen, Antwerpen: Jean Laet
  - Chanson Elle s’en va de moi zu fünf Stimmen, LV 90, in: Tiers livres des chansons, Antwerpen: Noten und Audiodateien im International Music Score Library Project
- Claudio Merulo – Madrigali a 5 voci, Libro 1, Venedig: Claudio da Correggio & Fausto Berthanio, Buch I (1566), Buch II (1604): Noten und Audiodateien im International Music Score Library Project; darin:
  - Madrigal Quand'io pens'al martire zu fünf Stimmen: Noten und Audiodateien im International Music Score Library Project
- Giovanni Domenico da Nola
  - Canzona Ahi, dolce sono zu drei Stimmen, in: Canzon napolitane a tre voci: Noten und Audiodateien im International Music Score Library Project
  - Canzona Vita mia, com’e spento quell’ Amore zu drei Stimmen, in: Canzon napolitane a tre voci: Noten und Audiodateien im International Music Score Library Project
- Giovanni Pierluigi da Palestrina – Vestiva i colli zu fünf Stimmen; in: Il desiderio: secondo libro de madrigali a 5 voci de diversi: Noten und Audiodateien im International Music Score Library Project
- Cipriano de Rore
  - Madrigali a 5 voci, Libro 5, Venedig: Antonio Gardano: Noten und Audiodateien im International Music Score Library Project; darin:
    - Madrigal Alma Susanna, ben felice è'l core zu fünf Stimmen: Noten und Audiodateien im International Music Score Library Project
    - Madrigal Da l’estrem' orizzonte zu fünf Stimmen: Noten und Audiodateien im International Music Score Library Project
    - Madrigal Da le belle contrade d’oriente zu fünf Stimmen: Noten und Audiodateien im International Music Score Library Project
    - Madrigal Mentre, lumi maggior del secol nostro zu fünf Stimmen: Noten und Audiodateien im International Music Score Library Project
    - Madrigal Non e lasso martire zu fünf Stimmen: Noten und Audiodateien im International Music Score Library Project
    - Madrigal Se come il biondo crin de la mia Filli zu fünf Stimmen: Noten und Audiodateien im International Music Score Library Project
    - Madrigal Vaghi pensieri che mentre aveste il cielo zu fünf Stimmen: Noten und Audiodateien im International Music Score Library Project

  - Madrigal Il desiderio e la speranza Amore zu vier Stimmen; in: Il desiderio, Venedig: Girolamo Scotto: Noten und Audiodateien im International Music Score Library Project
- Antonio Scandello – 24 Canzoni Napoletane, Libro 1, Nürnberg: Ulrich Neuber & Theodor Gerlach: Noten und Audiodateien im International Music Score Library Project, darin:
  - Bona sera zu vier Stimmen: Noten und Audiodateien im International Music Score Library Project
  - Voria che tu cantass'una canzon' zu vier Stimmen: Noten und Audiodateien im International Music Score Library Project
- Alessandro Striggio der Ältere – Madrigal Chi fara fed al cielo zu fünf Stimmen; in: Il desiderio secondo libro de madrigali: Noten und Audiodateien im International Music Score Library Project
- Cesaro Todino
  - Canzona Menando gli anni zu drei Stimmen; in: Canzon napolitane a tre voci: Noten und Audiodateien im International Music Score Library Project
  - Canzona Tristo che gionge zu drei Stimmen; in: Canzon napolitane a tre voci: Noten und Audiodateien im International Music Score Library Project

## Geboren

### Geburtsdatum gesichert
- 14. Januar: Angelo Notari, italienischer Komponist († 1663)
- 27. Februar: Christoph Leibfried, Landschreiber des baden-durlachischen Oberamts Rötteln und Komponist († 1635)
- 08. März: Carlo Gesualdo, italienischer Fürst und Komponist († 1613)
- 16. Juli: Johann Lautensack, deutscher Organist und Präzeptor († 1627)[1]
- 06. November: Julien Perrichon, französischer Lautenist und Komponist († um 1600)
- 11. November: Joachim Praetorius, deutscher lutherischer Theologe, Hochschul- und Gymnasiallehrer und Kirchenlieddichter († 1633)
- 12. November: Christoph der Jüngere Glockengießer, deutscher Glockengießer († 1630)
- 08. Dezember (getauft): Esaias Compenius der Ältere, deutscher Orgelbauer († 1617)
- 30. Dezember: Alessandro Piccinini, italienischer Lautenist, Theorbenspieler und Komponist († um 1638)
- 00. Dezember: Manuel Cardoso, portugiesischer Sänger, Organist, Chorleiter und Komponist († 1650)

### Genaues Geburtsdatum unbekannt
- Pietro Cerone, italienischer Musiktheoretiker und Sänger († 1625)
- Gaspar Fernandes, portugiesischer Komponist, Organist und Kapellmeister († 1629)
- Johann Stolle, deutscher Komponist und Dichter († 1614)[1]

### Geboren um 1566
- Lucia Quinciani, italienische Komponistin († unbekannt)

## Gestorben

### Todesdatum gesichert
- 04. Februar (bestattet): Erasmus Schnitzer, deutscher Instrumentenbauer (* unbekannt)[2]

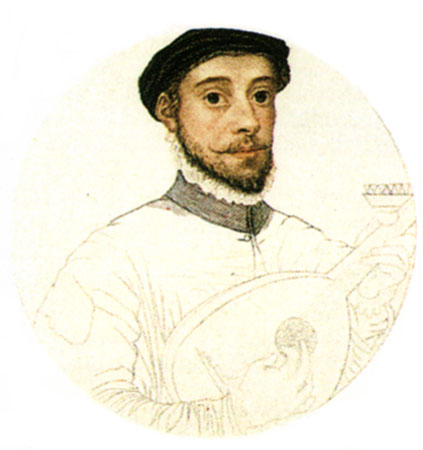
David Rizzio; * 9. März

- 09. März: David Rizzio, italienischer Musiker, Privatsekretär und Günstling von Maria Stuart (* um 1533)
- 26. Mai: Antonio de Cabezón, spanischer Komponist und Organist (* 1510)

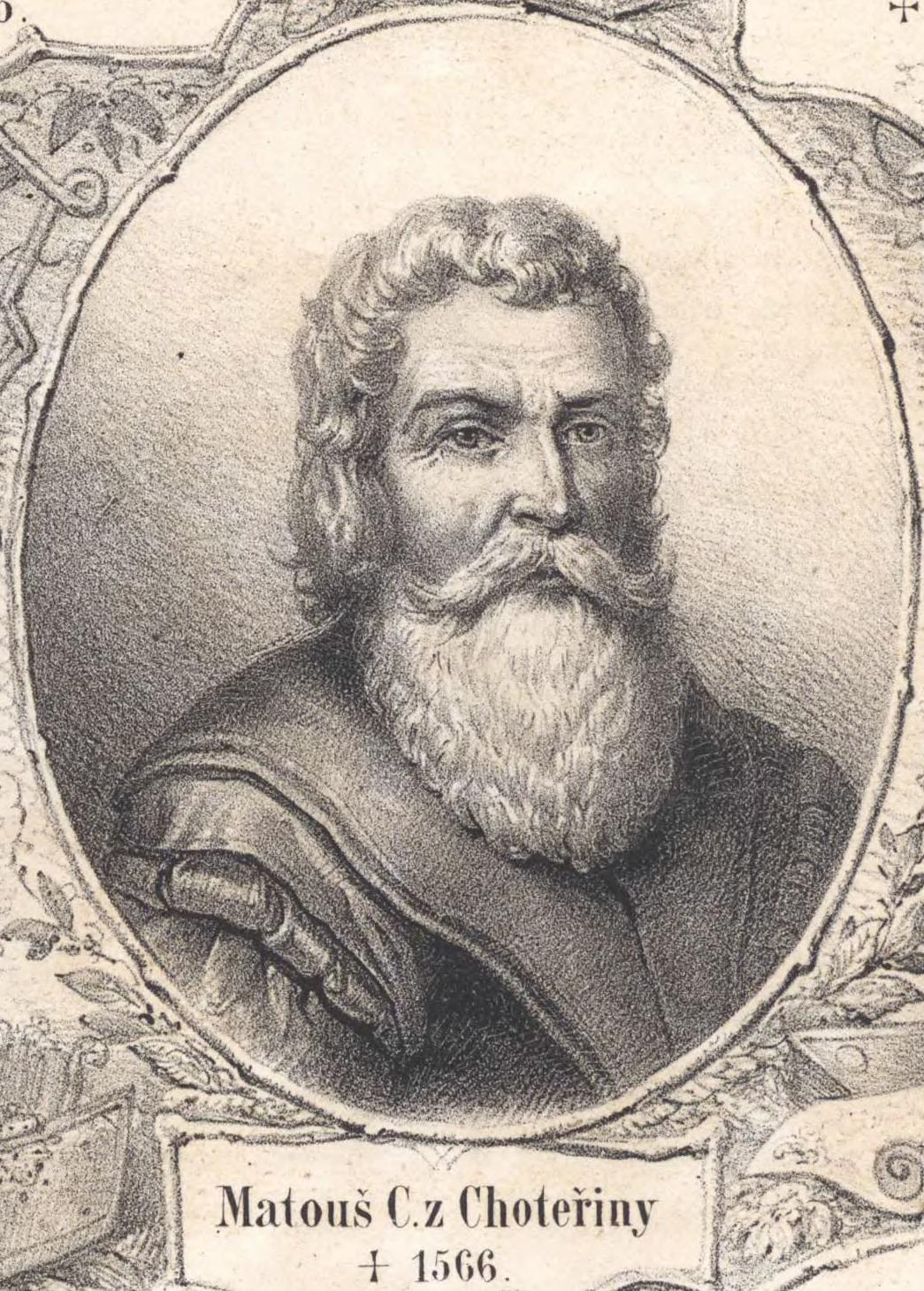
Matthaeus Collinus; * 4. Juni

- 04. Juni: Matthaeus Collinus, böhmischer Lehrer, Schriftsteller und Kirchenlieddichter (* 1516)
- 07. Juni: Philipp Gallicius, reformierter Theologe, Kirchenlieddichter und Reformator (* 1504)
- 18. Juni: Juan de Cabezón, spanischer Organist und Komponist (* unbekannt)[2]
- 31. Oktober: Richard Edwards, englischer Komponist (* um 1524)

### Genaues Todesdatum unbekannt
- Jacomo Bassano, italienischer Musiker (* unbekannt)
- Paulus Klautendorffer, deutscher Kirchenlieddichter (* im 16. Jahrhundert)

### Gestorben um 1566
- Robert Carver, schottischer Komponist (* um 1484)[2]
- Luigi Dentice, italienischer Sänger, Lautenist, Komponist und Musiktheoretiker (* um 1510)[2]
- Philibert Jambe de Fer, französischer Komponist (* um 1515)
- Tuttovale Menon, Komponist französischer Herkunft (* um 1502)